# Saint-Victor-sur-Ouche
Saint-Victor-sur-Ouche és un municipi francès, situat al departament de la Costa d'Or i a la regió de Borgonya - Franc Comtat. L'any 2007 tenia 222 habitants.

## Demografia

### Població
El 2007 la població de fet de Saint-Victor-sur-Ouche era de 222 persones. Hi havia 92 famílies, de les quals 16 eren unipersonals (12 homes vivint sols i 4 dones vivint soles), 40 parelles sense fills i 36 parelles amb fills.
La població ha evolucionat segons el següent gràfic:
Habitants censats

### Habitatges
El 2007 hi havia 137 habitatges, 91 eren l'habitatge principal de la família, 37 eren segones residències i 9 estaven desocupats. 135 eren cases i 1 era un apartament. Dels 91 habitatges principals, 79 estaven ocupats pels seus propietaris, 10 estaven llogats i ocupats pels llogaters i 2 estaven cedits a títol gratuït; 2 tenien una cambra, 14 en tenien tres, 29 en tenien quatre i 46 en tenien cinc o més. 81 habitatges disposaven pel capbaix d'una plaça de pàrquing. A 29 habitatges hi havia un automòbil i a 57 n'hi havia dos o més.

### Piràmide de població
La piràmide de població per edats i sexe el 2009 era:
| Homes | Edats   | Dones |
| ----- | ------- | ----- |
| 0     | 95 o +  | 4     |
| 0     | 90 a 94 | 12    |
| 4     | 85 a 89 | 8     |
| 0     | 80 a 84 | 8     |
| 4     | 75 a 79 | 12    |
| 4     | 70 a 74 | 4     |
| 8     | 65 a 69 | 0     |
| 4     | 60 a 64 | 8     |
| 4     | 55 a 59 | 0     |
| 8     | 50 a 54 | 16    |
| 20    | 45 a 49 | 16    |
| 12    | 40 a 44 | 0     |
| 0     | 35 a 39 | 4     |
| 4     | 30 a 34 | 0     |
| 0     | 25 a 29 | 4     |
| 4     | 20 a 24 | 4     |
| 12    | 15 a 19 | 12    |
| 4     | 10 a 14 | 4     |
| 12    | 5 a 9   | 0     |
| 0     | 0 a 4   | 8     |

## Economia
El 2007 la població en edat de treballar era de 154 persones, 110 eren actives i 44 eren inactives. De les 110 persones actives 103 estaven ocupades (52 homes i 51 dones) i 7 estaven aturades (3 homes i 4 dones). De les 44 persones inactives 24 estaven jubilades, 9 estaven estudiant i 11 estaven classificades com a «altres inactius».

### Ingressos
El 2009 a Saint-Victor-sur-Ouche hi havia 92 unitats fiscals que integraven 224 persones, la mediana anual d'ingressos fiscals per persona era de 21.880 €.

### Activitats econòmiques
Dels 10 establiments que hi havia el 2007, 2 eren d'empreses de fabricació d'altres productes industrials, 1 d'una empresa de construcció, 1 d'una empresa de comerç i reparació d'automòbils, 2 d'empreses d'hostatgeria i restauració, 2 d'empreses de serveis i 2 d'entitats de l'administració pública.
L'únic servei als particulars que hi havia el 2009 era una fusteria.
L'any 2000 a Saint-Victor-sur-Ouche hi havia 4 explotacions agrícoles.

## Poblacions més properes
El següent diagrama mostra les poblacions més properes.